# Erodona mactroides
Erodona mactroides (nomeado, em inglês, erodon Corbula; em português, no Brasil; termos derivados da língua indígena tupi: baquiqui, cernambi – Segundo o Dicionário Aurélio a denominação "cernambi" é dada especialmente para Anomalocardia flexuosa; ainda citando Amarilladesma mactroides e Erodona mactroides, sob tal nome, com o Dicionário Houaiss mudando sua grafia para sernambi (ou sarnambi) e acrescentando, também, Tivela mactroides, Eucallista purpurata, Phacoides pectinatus e Donax hanleyanus) é um molusco Bivalvia, marinho e litorâneo, da família Corbulidae (no século XX, também na família Erodonidae); considerada a única espécie do gênero Erodona e classificada por Louis-Augustin Bosc d’Antic em 1801, na sua obra Histoire Naturelle des Coquilles, contenant leur description, les moeurs des animaux qui les habitent et leurs usages. Habita as costas do oeste do Atlântico, da região sul do Brasil, no Paraná, até Uruguai e Argentina, enterrando-se nos bentos de substrato lodoso de águas rasas das zonas estuarinas até os 10 metros de profundidade; podendo ser encontrado em sambaquis até o Rio Grande do Sul.

## Descrição da concha
Erodona mactroides possui concha subtrigonal e com umbos proeminentes, de valvas infladas e delgadas, a direita maior que a esquerda; com perióstraco fino, castanho a amarelado, cobrindo uma superfície de coloração esbranquiçada, com linhas em zigue-zague nos indivíduos juvenis; podendo atingir os 2.8 centímetros de comprimento, quando bem desenvolvida.

## Rodolpho von Ihering
É possível que um dos dois principais dicionários do português do Brasil tenha se confundido ao acrescentar Tivela mactroides à lista das espécies de sernambi.[carece de fontes?] Em seu livro Dicionario dos Animais do Brasil, Rodolpho von Ihering se confunde e troca o mesodesmatideo Amarilladesma mactroides pelo corbiculideo, ao dizer que seu "nome científico foi substituído várias vêzes; assim, chamava-se Azara labiata, Mesodesma mactroides e hoje parece que prevalece Corbula mactroides" ( = Erodona mactroides); ainda citando que "é comestível; também o conservam sêco, salgado ou preparado no fumeiro". Alexandre Valente Boffi dá os nomes baquiqui e sernambi a Amarilladesma mactroides, em seu livro Moluscos Brasileiros de Interesse Médico e Econômico; ainda sob o antigo nome Mesodesma mactroides.

## Etimologia demactroides
A etimologia do epíteto específico mactroides está relacionada com o gênero Mactra de bivalves e significaria "na forma de Mactra", "parecido com Mactra".